# Шаблінський Володимир Олексійович
Володимир Олексійович Шаблінський (13 грудня 1910, Преображенка — 24 липня 1993, Київ) — український радянський баскетбольний тренер, заслужений тренер УРСР (1967), заслужений тренер СРСР (1969).

## Біографія
Народився 13 грудня 1910 року в селі Преображенка. Після смерті батьків жив у тітки в Дніпропетровську. Дуже добре грав у футбол, хокей, волейбол, баскетбол, брав участь у шлюпочних походах по Дніпру, вигравав змагання по народному веслуванню. В 1933 році закінчив Дніпропетровський технікум фізичної культури і у вересні того ж року стає слухачем Вищої школи тренерів Державного інституту фізкультури в Харкові. По її закінченні в 1934 році залишився на кафедрі спортивних ігор. Прийняв збірні команди інституту та міста. Крім того, був обраний головою міської федерації баскетболу, яка тільки створювалася.
Радянсько-німецька війна застала Шаблінського в спортивному таборі під час підготовки до шлюпкової походу Уда — Сіверський Донець — Дон — Волга — Москва. В перших днях на фронті був поранений. Після госпіталю попросився у винищувальний батальйон. В кінці 1943 року після чергового поранення у чині капітана Шаблінський був демобілізований і направлений на роботу до відвойованого Києва. Очоливши вже на початку 1944 року кафедру спортивних ігор Київського інституту фізкультури, він взявся за створення баскетбольних команд в столиці, згодом організувавши перший післявоєнний чемпіонат.
У середині 1950-х Володимира Олексійовича відправили у службове відрядження в НДР. Тоді цей вид спорту в НДР почав стрімко розвиватися і вимагав допомоги класного фахівця. У Москві вирішили, що таким може бути саме киянин Шаблінський. По поверненню додому, проаналізувавши ігри команд Балтії, Грузії, Москви, Ленінграда, Свердловська, Володимир Олексійович побачив, що в колективі треба підтягувати насамперед захист. Саме посилення оборони дозволило команді СКІФ здобути в 1958 році перемогу над постійними суперниками армійцями Києва та курсантами Харкова і стати чемпіонами України.
У 1959 році саме студенти Шаблінського стали основою збірної Києва і виграли першу Спартакіаду України. У цьому ж році пішли на штурм всесоюзної вершини і завоювали друге місце на зимовому чемпіонаті Союзу, поступившись динамівцям Тбілісі. Це був перший великий успіх Володимира Шаблінського та його підопічних.
На початку 1960-х команда СКІФ, пізніше названа «Будівельник», володіла в грі не тільки рухомий зоною, але і її сучасної різновидом — зонним пресингом, який застосовували тільки американці. Кияни блискуче освоїли швидкий прорив, «рваний ритм», планові заміни, інші складні у технічному виконанні тактичні схеми, які фахівці охрестили «штучками-дрючками» Шаблінського. Крім того, Володимир Олексійович першим ввів щоденні тренування.
У 1967 році підопічні Шаблінського стали тріумфаторами. На Спартакіаді одночасно розігрувалися і медалі чемпіонату СРСР. У фінальній зустрічі турніру українська збірна, керована Володимиром Олексійовичем, боролася з дружиною Москви (практично весь склад ЦСКА, який був основою збірної СРСР, що повернулася на той момент з золотими медалями ЧС). Насправді це була битва гігантів: Шаблінський проти Гомельського, що закінчилася неймовірною перемогою українців — 28 очок (73:45) — на користь збірної України.
Неприємності почалися в 1971 році, коли збірна Україна на Спартакіаді народів СРСР поступилася першим місцем москвичам. У 1974 році послідувала кара за програш ленінградцям у себе вдома. У 1975 році — за третє місце на чемпіонаті СРСР. Не прийнявши пропозиції піти на пенсію, ображений тренер змінив Київ на Тольятті, потім переїхав до Туркменістану, де небезуспішно працював з місцевими командами і лише через п'ять років повернувся додому.

Могила Володимира Шаблінського

В останні роки Володимир Олексійович керував створеною ним свого часу дитячо-юнацької школою «Будівельника». Помер 24 липня 1993 року. Похований у Києві на Лісовому кладовищі.
Автор книг:
- «Кільце в небезпеці»;
- «Баскетбол. Що я про нього знаю?».

## Вихованці
Підготував:
- олімпійських чемпіонів Поливоду А. І., Коваленка С. І.;
- срібних призерів Олімпійських ігор Вальтіна А. І., Баглея М. Л.;
- чемпіона Європи Гладуна В. І.;
- тренера Володимира Заморського;
- заслуженого тренера України Шаблінського В'ячеслава Володимировича засновника Міжнародної Баскетбольної Академії Шаблінського.

## Нагороди
Нагороджений двома орденами Червоної Зірки, орденами Трудового Червоного Прапора, Червоного Прапора, медаллю «За відвагу» та іншими медалями, Грамотами Президії Верховної Ради СРСР.